# Tiszalök vasútállomás
Tiszalök vasútállomás egy Szabolcs-Szatmár-Bereg vármegyei vasútállomás Tiszalök településen, a MÁV üzemeltetésében. A város központjának déli részén helyezkedik el, közúti elérését a 3632-es útból kiágazó 36 315-ös számú mellékút (Táncsics utca) biztosítja.

## Vasútvonalak
Az állomást az alábbi vasútvonalak érintik:
- Ohat-Pusztakócs–Görögszállás-vasútvonal
- Debrecen–Tiszalök-vasútvonal

## Kapcsolódó állomások
A vasútállomáshoz az alábbi állomások vannak a legközelebb:
- Hajnalos megállóhely (Ohat-Pusztakócs–Görögszállás-vasútvonal)
- Szorgalmatos megállóhely (Debrecen–Tiszalök-vasútvonal)
- Tiszalöki Vízművek megállóhely (Ohat-Pusztakócs–Görögszállás-vasútvonal)

## Forgalom
| Járat        | Útvonal | Gyakoriság                          |
| ------------ | --- | ----------------------------------- |
| személyvonat | Tiszalök – Hajnalos – Kisfástanya – Tiszaeszlár – Bashalom – Görögszállás – Nyírtelek – Nyíregyháza | Napi 1 pár                          |
| személyvonat | Tiszalök – Hajnalos – Kisfástanya – Tiszaeszlár – Bashalom – Görögszállás | 1-2 óránként                        |
| személyvonat | Tiszalök – Szorgalmatos – Egyházerdő – Tiszavasvári – Tedej – Hajdúnánás-Vásártér – Hajdúnánás – Hajdúdorog – Hajdúvid – Hajdúböszörmény – Zelemér – Hajdúszentgyörgy – Józsa – Tócóvölgy – Debrecen                           | 2 óránként                          |
| személyvonat | Tiszalök → Szorgalmatos → Egyházerdő → Tiszavasvári → Tedej → Hajdúnánás-Vásártér → Hajdúnánás → Hajdúdorog → Hajdúvid → Hajdúböszörmény → Zelemér → Hajdúszentgyörgy → Józsa → Tócóvölgy → Debrecen → Vámospércs → Nyírábrány | Munkanapokon napi 1 Nyírábrány felé |